# McLaren M29
La McLaren M29 fu una vettura di Formula 1 progettata da Gordon Coppuck in monoscocca d'alluminio e spinta dal tradizionale propulsore Ford Cosworth DFV. La M29 venne utilizzata nel corso della seconda parte della stagione 1979 e nelle due stagioni seguenti. Era gommata dalla Goodyear.

## La vettura
Il telaio era in monoscocca di alluminio su cui erano incorporati il motore Ford Cosworth DFV e il cambio Hewland. Il telaio era stato realizzato in alluminio dopo che il telaio in pannelli d'alluminio e nido d'ape in nomex adottato sulla M28 si rivelò inadatto a sopportare i carichi aerodinamici generati dall'effetto suolo. Il progetto della vettura è stato ispirato dalla Williams FW07 e dalla Ligier JS11, che ottennero buoni risultati nella prima parte della stagione 1979.

## Le stagioni

### 1979
La vettura fece il suo debutto in gara nel Gran Premio di Gran Bretagna, nona gara stagionale, per sostituire la deludente M28. Guidata dal solo John Watson, ottenne un buon settimo posto in griglia e un quarto in gara. A partire dal successivo Gran Premio di Germania anche Patrick Tambay guidò una M29. Nella parte restante della stagione ottenne altri tre piazzamenti nei punti (un quinto e due sesti posti) sempre col pilota nordirlandese.

### 1980
Nella stagione 1980 la McLaren continuò ad utilizzare la M29 aggiornata a M29B e poi a M29C. Con la M29B Alain Prost fece il suo debutto nella Formula 1 in sostituzione di Patrick Tambay. Il francese si infortunò a un polso durante le qualifiche del Gran Premio del Sudafrica e al successivo Gran Premio degli Stati Uniti-Ovest fu sostituito da Stephen South. Nel corso della stagione, complici il calo di prestazioni e alcuni problemi di affidabilità, la M29 conquistò due quarti posti con Watson, un quinto posto e due sesti posti con Prost. Non si qualificò in due occasioni (una con Watson a Monaco e con South a Long Beach). Nella parte terminale della stagione a Prost fu affidata una McLaren M30. 

### 1981
Frustrato dalle prestazioni scadenti delle vetture durante la stagione 1980, Prost abbandonò la McLaren per accasarsi alla Renault.
Nell'inverno 1980-1981 la McLaren si fuse con il team di Formula 2 Project Four Racing di Ron Dennis. Per la stagione 1981 il nuovo capo progettista John Barnard sviluppò la MP4/1 e in attesa che la nuova vettura fosse pronta il team iscrisse due M29F, poiché l'unica M30 era stata danneggiata irreparabilmente durante le qualifiche del Gran Premio degli Stati Uniti d'America-Est 1980.
Watson giunse quinto nel controverso Gran Premio del Sudafrica, primo del campionato 1981, boicottato dalle scuderie legate alla FISA e poi dichiarato non valido per il mondiale. Watson guidò la M29F per due gare prima di ricevere la MP4/1 al Gran Premio d'Argentina mentre a De Cesaris venne affidata dal Gran Premio di Monaco. A Imola De Cesaris ottenne l'unico punto della M29 nella stagione.

## British Formula One Championship
Una McLaren M29 venne utilizzata nel campionato britannico di Formula 1 del 1982, dal pilota australiano Arnold Glass, che ottenne un secondo posto (nel Caribbean Airways Trophy 1)  e un terzo (nel Rivet Supply Trophy).

## Risultati in Formula 1
| Anno | Team                  | Motore            | Gomme | Piloti |  |  |  |  |  |  |  |  |   |     |    |     |     |     |     | Punti | Pos. |
| ---- | --------------------- | ----------------- | ----- | ------ |  |  |  |  |  |  |  |  | - | --- | -- | --- | --- | --- | --- | ----- | ---- |
| 1979 | Marlboro Team McLaren | Ford Cosworth DFV | G     | Watson |  |  |  |  |  |  |  |  | 4 | 5   | 9  | Rit | Rit | 6   | 6   | 15    | 7º   |
| 1979 | Marlboro Team McLaren | Ford Cosworth DFV | G     | Tambay |  |  |  |  |  |  |  |  |   | Rit | 10 | Rit | Rit | Rit | Rit | 15    | 7º   |

| Anno | Team                  | Motore            | Gomme | Piloti |     |    |    |    |     |     |     |   |     |     |     |     |   |    | Punti | Pos. |
| ---- | --------------------- | ----------------- | ----- | ------ | --- | -- | -- | -- | --- | --- | --- | - | --- | --- | --- | --- | - | -- | ----- | ---- |
| 1980 | Marlboro Team McLaren | Ford Cosworth DFV | G     | Watson | Rit | 11 | 11 | 4  | NC  | NQ  | 7   | 8 | Rit | Rit | Rit | Rit | 4 | NC | 11    | 9º   |
| 1980 | Marlboro Team McLaren | Ford Cosworth DFV | G     | Prost  | 6   | 5  | NP |    | Rit | Rit | Rit | 6 | 11  | 7   |     |     |   |    | 11    | 9º   |
| 1980 | Marlboro Team McLaren | Ford Cosworth DFV | G     | South  |     |    |    | NQ |     |     |     |   |     |     |     |     |   |    | 11    | 9º   |

| Anno | Team                  | Motore            | Gomme | Piloti     |     |     |    |   |     |  |  |  |  |  |  |  |  |  |  | Punti | Pos. |
| ---- | --------------------- | ----------------- | ----- | ---------- | --- | --- | -- | - | --- |  |  |  |  |  |  |  |  |  |  | ----- | ---- |
| 1981 | Marlboro Team McLaren | Ford Cosworth DFV | G     | Watson     | Rit | 8   |    |   |     |  |  |  |  |  |  |  |  |  |  | 28    | 6º   |
| 1981 | Marlboro Team McLaren | Ford Cosworth DFV | G     | De Cesaris | Rit | Rit | 11 | 6 | Rit |  |  |  |  |  |  |  |  |  |  | 28    | 6º   |

| Legenda | 1º posto     | 2º posto | 3º posto    | A punti         | Senza punti/Non class.  | Grassetto – Pole position Corsivo – Giro più veloce |
| Legenda | Squalificato | Ritirato | Non partito | Non qualificato | Solo prove/Terzo pilota | Grassetto – Pole position Corsivo – Giro più veloce |